# Moïse Rimbon
Moïse Rimbon (né le 20 avril 1977) est un athlète professionnel de MMA et de kickboxing. Il se bat dans différentes organisations comme  World Victory Road, KSW, K-1, M-1 Global, Cage Warriors, Fight Festival et des événements de Pancrase. Moise a fait ses débuts en K-1 en 2009,